# Thames Valley Police
Thames Valley Police – brytyjska formacja policyjna, pełniąca funkcję policji terytorialnej na obszarze hrabstw ceremonialnych Berkshire, Buckinghamshire i Oxfordshire.  Według stanu na 31 marca 2012, formacja liczy 4355 funkcjonariuszy.

## Galeria

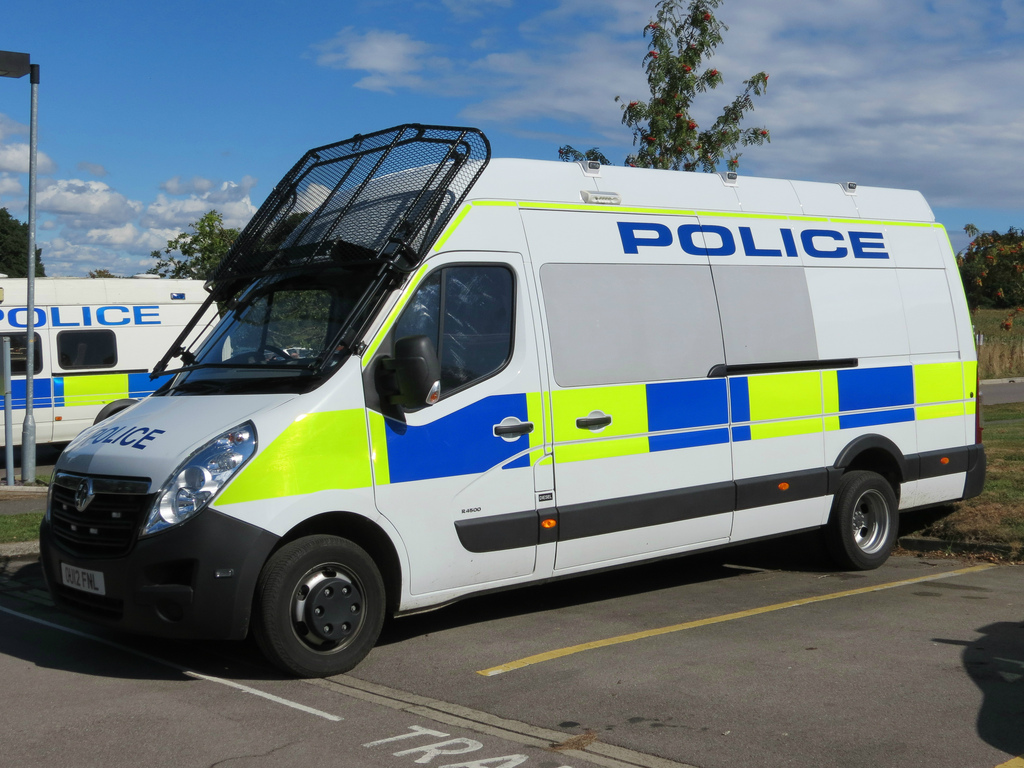
Radiowóz Vauxhall Movano
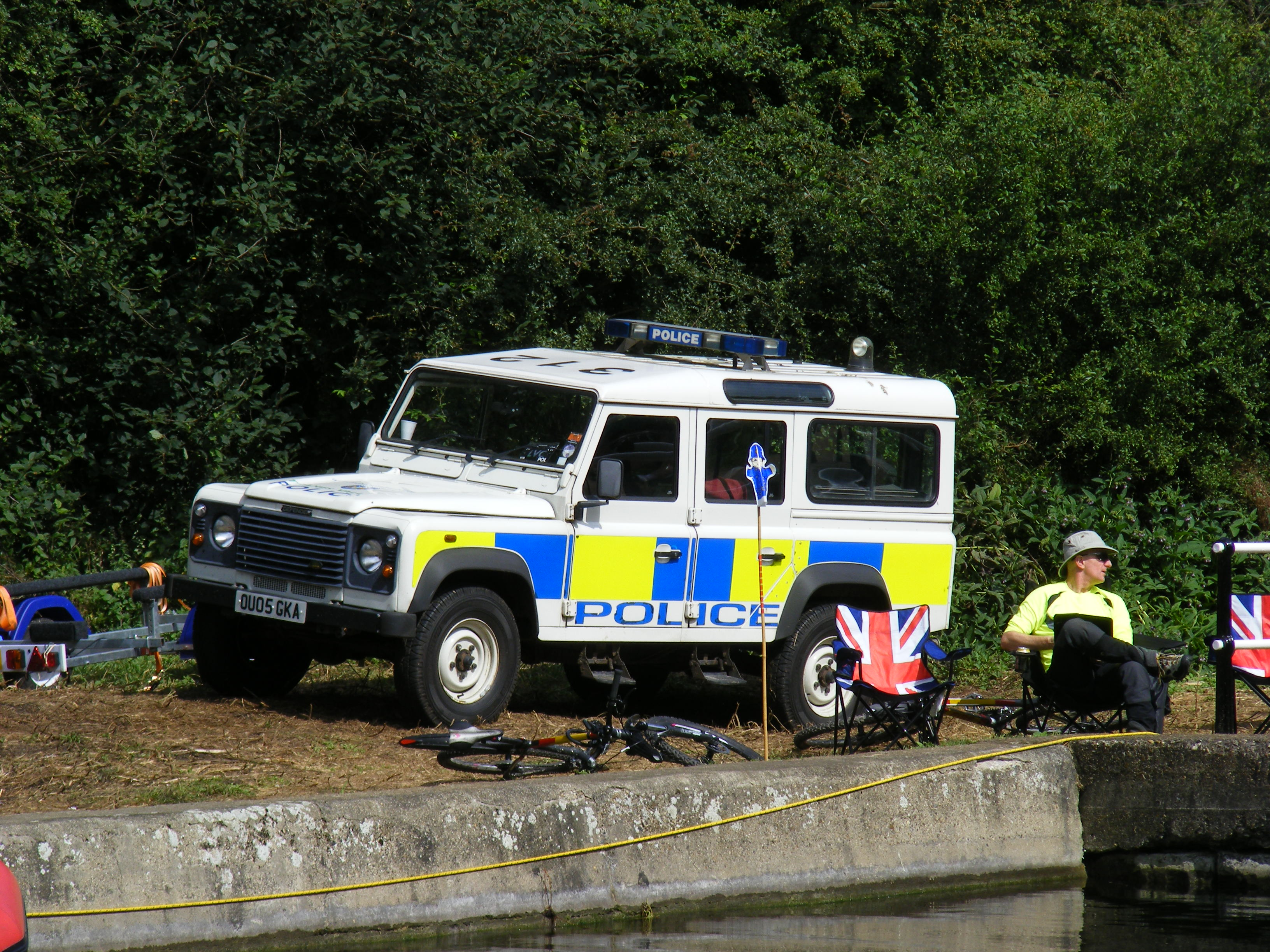
Radiowóz Land Rover Defender
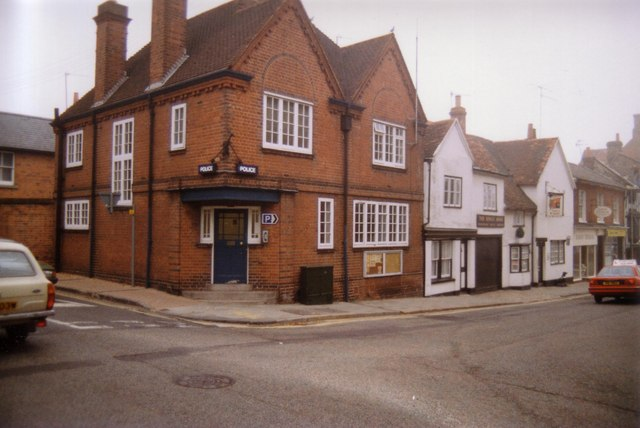
Posterunek w Henley-on-Thames
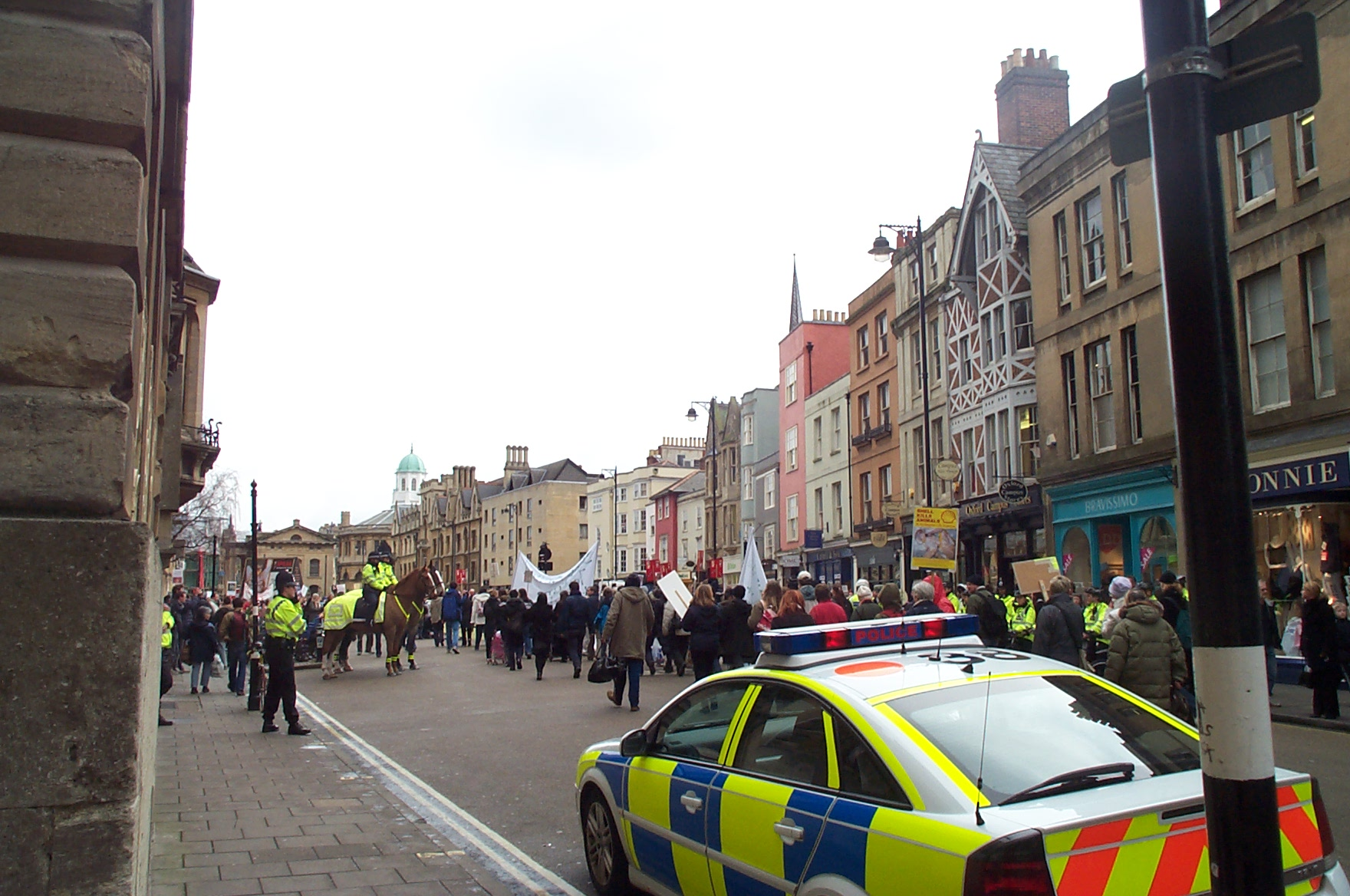
Funkcjonariusze podczas zabezpieczenia demonstracji w Oksfordzie